# 迎娶 (中式婚禮)
迎娶是中式婚禮中的重要部份，中國傳統婚姻以聘娶婚為主流，迎娶方式根据新郎是否亲自去新娘家接新娘而分为親迎（又稱双顶娶）或单顶娶两种。新郎亲自去新娘家接新娘时，迎娶队伍中须为新人准备两顶轿子，所以谓之双顶娶，肇因新人所乘轿子的顶数是双数。新郎不亲自去新娘家接新娘时，迎娶队伍中只须为新娘一人准备一顶轿子，所以谓之单顶娶，肇因新人所乘轿子的顶数是单数。

## 儀式

### 备轿
在新郎家以轎迎親，到新娘娘家起轿的时候，都会有一些有关的民俗仪式，稱為備轎；但具体情况则因地域而不同。去娘家的路上，花轿一般不可以空着，而是坐一名男孩，称为压轿孩。

### 摆礼
中国部分地区如陕南和其接壤地域的婚俗是纳征时男方只向女方提供彩礼礼单（禮書）及礼金，而礼品部分则于迎亲时送至新娘家。在迎亲队伍启程前，新郎家会把彩礼礼品摆出来，让宾客们观赏和评论，此仪称为摆礼。
此外還有搶親，歸類於親迎。

### 挂甩
挂甩是指大富人家的除了像寻常人家结婚时雇有戏班于婚宴中表演外，还另外加钱让戏班在迎亲队伍中，一边向女方家行进一边一路表演。除了戏班外，也有雇琴女、歌姬和其他歌舞表演者的。
由于雇用琴女、歌妓、舞姬或戏班在迎娶时表演需要多加倍给钱，挂甩只限于大富大贵的豪门人家。一般能雇得起戏班或其他表演者的人家也只是在婚宴上表演，并不于迎娶路上表演。

### 轿门对上联
轿门对即贴在轿门上的对联。旧时很多地区如新郎本人或其的父、兄、叔、伯、舅考取了科举名次(功名必须是经科举考试而得，花钱捐来的不算)，中举最高名次者需用红纸写好上联，贴在轿门右边，等迎娶队伍到达女方家时，女方出下联，贴在轿门左边，才能发轿送新娘回新郎家。有些地区即使家中无人中举，也会请儒生行此俗，因为这个婚俗反映了希望子孙成才，注重教育的中华传统美德。但此俗于清末科举取消后已式微，至今尚有部分地区保留。

### 启媒
启媒又称圆媒，即男女家在結婚前請求媒人幫忙的一種舉動。結婚前一天請媒人到男家吃晚飯，以豐盛的酒席款待，媒人坐上首，男方長輩「陪媒」，並且送紅包、禮品等，表示對媒人的尊重和感謝。女家也要啟媒。第二天媒婆带领男方迎娶队伍到女方家去接新娘。家境并不富裕的家庭雇不起专职迎亲婆时，媒婆须同时兼任迎亲婆。

### 報信
很多地区有迎娶队伍出发前或出发时派人带礼品去新娘家报信的婚俗礼仪，而所带礼品因各地不同的婚俗礼仪而有所不同。例如有的地区送旧时民间妇女织布时所坐的坐机板，借织布谐音致富，同时也反映了中国妇女辛勤劳动的传统美德。有的地区送连刀肉和连根葱，以示骨肉相连。有的地区送块干酵母，要在女方发轿时在门坎上摔成两段，门外的归新郎家，门内的留娘家，意为两家都“发”。

### 娶亲路
娶亲路上除了须鸣炮和一路放鞭炮外，还有一系列婚俗礼仪必须遵守：民俗信仰中，碾子被奉为青龙，磨被奉为白虎。这些都是凶猛动物，且二者俱为阳，而女人属阴，如见二者会相克，所以娶亲路上若有碾子、磨时，队伍先导应将其盖上。娶亲途中，若经过庙、祠、坟和棺材铺，男方娶亲的人就需手张红毡子遮住花轿或鸣炮，以示镇邪。由于中国传统丧礼颜色为白色，如果是迎娶队伍遇见出殡队伍，双方并不回避，取其白头到老之意，但迎亲的人要说︰「今天吉祥，遇上宝财！」取棺材的谐音「观财」，即看到财宝，图个吉利。在娶亲的回路上有两种完全相反的风俗。一种是回来的时候不由原路返回来，须从另外一条路上将新娘娶回家中。这一风俗称为“不走回头路”。另一种是从原路返回，此俗认为“原路可圆”，这也是我国民间所企盼的“圆满”寓意。一般来说，由于地理环境所限的地域，都采用后者。
- 走轿：迎娶队伍从新郎家出发后，多不直接去新娘家，一般多先周游街市，此乃走轿。[8]
- 兜青龙：由于中国民间信仰认为东方和南方属阳，部分地区因而在走娶亲路上有兜青龙(又称走上风)的婚俗礼仪，[9]即坐着新娘的花轿队伍或送嫁妆的队伍出发时，需先朝东或朝南走，如不和新郎家同路，需先走一段远路，再兜圈子回头向新郎家行进。[10]此俗除了求个吉利外，也有出风头、炫耀之意。[9]

### 堵门
堵门又称堵门游戏、接亲游戏、整蛊新郎、玩新郎。堵门是指男方迎娶队伍到达新娘家时并不能马上进门，而需完成一系列向女方行礼的婚俗礼仪后才能得入。例如新郎中过举，双顶娶时新娘家人会让新郎作诗以考证新郎之才学，新郎所作之诗让新娘家人满意了才会开门，让新郎家的迎娶队伍入内。堵门缘于旧时迷信拖延新娘出门的时间越长，对女家越有好处，就能留住更多的财气。也有说这样才显得男家有诚意。堵门游戏通常包括逼新郎吃下或喝下怪味食物或饮料。

#### 姊妹钱
开门钱中的最后也是最重要的一项为姊妹钱，是男方给新娘的姊妹们的。